# Jules Turnauer
Gyula "Jules" Turnauer was een Hongaars voetbaltrainer die voornamelijk in België actief was.

## Carrière
Over Turnauers carrière is enkel een deel van zijn passage in België bekend. Zo trainde hij in de jaren 1930 Lierse SK gedurende zes jaar en werd hij met hen kampioen in het seizoen 1931-32. In 1935 trainde hij het Belgisch voetbalelftal gedurende drie wedstrijden. Na de Tweede Wereldoorlog trainde hij Olympic Club de Charleroi gedurende één seizoen (1945-46). Het is voorts geweten dat hij trainer was van het Duitse FSV Frankfurt van juli tot en met oktober 1952.

## Erelijst
| Nationaal     |    |         |
| Eerste klasse | 1x | 1931-32 |